# Lubená
Lubená (1414 m) – jeden z najwyższych szczytów Wielkiej Fatry na Słowacji. Wznosi się w jej północno-zachodniej części w niewielkiej odległości na południowy wschód od szczytu Tlstá (1373 m). Na starszych mapach szczyt Lubená nie jest wyodrębniany, lecz traktowany jako główny szczyt  masywu Tlstá. 
Południowe zbocza Lubeny opadają do doliny Konský  dol. Są w nich liczne wapienne skały obejmowane wspólną nazwa Muráň. W kierunku północno-wschodnim Lubená tworzy dwa grzbiety opadające do górnej części Gaderskiej doliny. Pomiędzy tymi grzbietami znajdują się dwie doliny: Sokolovo i Lubená dolina. 
Lubená jest całkowicie porośnięta lasem, ale jest w nim wiele wapiennych skał i ścian. Położona jest na obszarze Parku Narodowego Wielka Fatra i podlega dodatkowej ochronie, znajduje się bowiem w rezerwacie przyrody Tlstá. Jest to rezerwat o najwyższym (piątym) stopniu ochrony.

## Szlak turystyczny
Tlstá – Lubená – Bágľov kopec – Zadná Ostrá – Sedlo Ostrej – Ostrá. Odległość 3,4 km, suma podejść 125 m, suma zejść 263 m, czas przejścia 1 h, z powrotem 1:10 h.